# Chase Hooper
Chase Alan Hooper (Enumclaw, Washington; 13 de septiembre de 1999) es un artista marcial mixto estadounidense que actualmente compite en la categoría de peso ligero de Ultimate Fighting Championship (UFC).

## Carrera de artes marciales mixtas

### Dana White's Contender Series
Hooper compitió en el Dana White's Contender Series 14 contra Canaan Kawaihae. Ganó la pelea por decisión unánime y recibió un contrato de liga de desarrollo.
Tuvo tres peleas más (ganando dos y empatando una) en notables promociones menores como CFFC y Titan FC antes de firmar con UFC.

### Ultimate Fighting Championships

#### 2019
Hooper hizo su debut en la promoción contra Daniel Teymur el 14 de diciembre de 2019, en UFC 245. Ganó la pelea por TKO en el primer asalto.

#### 2020
Hooper enfrentó a Alex Caceres el 6 de junio de 2020, en UFC 250. Perdió la pelea por decisión unánime, siendo su primera derrota profesional.
Hooper enfrentó a Peter Barrett el 12 de diciembre de 2020, en UFC 256. Ganó la pelea por sumisión en el tercer asalto.

#### 2021
Hooper enfrentó a Steven Peterson el 12 de junio de 2021, en UFC 263. En el pesaje, Peterson pesó 148.5 libras, dos libras y media sobre el límite de peso pluma. La pelea continuó en un peso pactado y Peterson fue multado con el 20% de su bolsa, que fue hacia Hooper. Hooper perdió la pelea por decisión unánime.

#### 2022
Hooper enfrentó a Felipe Colares el 21 de mayo de 2022, en UFC Fight Night 206. Ganó la pelea por TKO en el tercer asalto. Esta victoria lo hizo merecedor de su primer premio de Actuación de la Noche.
Hooper enfrentó a Steve Garcia el 29 de octubre de 2022, en UFC Fight Night 213. Perdió la pelea por TKO en el primer asalto.

#### 2023
Hooper enfrentó a Nick Fiore el 20 de mayo de 2023, en UFC Fight Night 223. Ganó la pelea por decisión unánime.
Hooper enfrentó a Jordan Leavitt el 18 de noviembre de 2023, en UFC Fight Night 232. Ganó la pelea por sumisión en el primer asalto.

#### 2024
Hooper enfrentó a Viacheslav Borshchev el 11 de mayo de 2024, en UFC on ESPN 56. Ganó la pelea por sumisión en el segundo asalto.

## Campeonatos y logros

### Artes marciales mixtas
- Ultimate Fighting Championship
  - Actuación de la Noche (Una vez) vs. Felipe Colares[14]
  - Cuarto con mayor cantidad de golpes totales conectados en una pelea en la historia de la división de peso ligero de UFC (217 vs. Nick Fiore)[23]
- Dominate Fighting Championships
  - Campeonato de Peso Ligero de Dominate FC (Una vez)
- Rumble on the Ridge
  - Campeonato Amateur de Peso Pluma de Rumble on the Ridge (Una vez)

### Jiu-jitsu brasileño
- Pan American Championships
  - Finalista de Absoluto Juvenil Panamericano de 2016 (azul)[24]
  - Campeón de Peso Mediano Juvenil Panamericano de 2016 (azul)[24]

## Récord en artes marciales mixtas
| Récord profesional | Récord profesional | Récord profesional |
| 21 peleas          | 16 victorias       | 4 derrotas         |
| ------------------ | ------------------ | ------------------ |
| Nocaut             | 4                  | 2                  |
| Sumisión           | 8                  | 0                  |
| Decisión           | 4                  | 2                  |
| Empate             | 1                  | 1                  |

| Resultado | Récord | Oponente             | Método                      | Evento                            | Fecha                   | Ronda | Tiempo | Localización                | Notas                                                          |
| --------- | ------ | -------------------- | --------------------------- | --------------------------------- | ----------------------- | ----- | ------ | --------------------------- | -------------------------------------------------------------- |
| Derrota   | 16–4–1 | Alexander Hernandez  | TKO (golpes)                | UFC 319                           | 16 de agosto de 2025    | 1     | 4:58   | Chicago, Illinois           |                                                                |
| Victoria  | 16–3–1 | Jim Miller           | Decisión (unánime)          | UFC 314                           | 12 de abril de 2025     | 3     | 5:00   | Miami, Florida              |                                                                |
| Victoria  | 15–3–1 | Clay Guida           | Sumisión (armbar)           | UFC 310                           | 7 de diciembre de 2024  | 1     | 3:41   | Las Vegas, Nevada           | Actuación de la Noche.                                         |
| Victoria  | 14–3–1 | Viacheslav Borshchev | Sumisión (brabo choke)      | UFC on ESPN: Lewis vs. Nascimento | 11 de mayo de 2024      | 2     | 3:00   | St Louis, Misuri            |                                                                |
| Victoria  | 13–3–1 | Jordan Leavitt       | Sumisión (rear-naked choke) | UFC Fight Night: Allen vs. Craig  | 18 de noviembre de 2023 | 1     | 2:58   | Las Vegas, Nevada           |                                                                |
| Victoria  | 12–3–1 | Nick Fiore           | Decisión (unánime)          | UFC Fight Night: Dern vs. Hill    | 20 de mayo de 2023      | 3     | 5:00   | Las Vegas, Nevada           | Regreso a peso ligero.                                         |
| Derrota   | 11–3–1 | Steve Garcia         | TKO (golpes)                | UFC Fight Night: Kattar vs. Allen | 29 de octubre de 2022   | 1     | 1:32   | Las Vegas, Nevada           |                                                                |
| Victoria  | 11–2–1 | Felipe Colares       | TKO (golpes)                | UFC Fight Night: Holm vs. Vieira  | 21 de mayo de 2022      | 3     | 3:00   | Las Vegas, Nevada           | Actuación de la Noche.                                         |
| Derrota   | 10–2–1 | Steven Peterson      | Decisión (unánime)          | UFC 263                           | 12 de junio de 2021     | 3     | 5:00   | Glendale, Arizona           | Pelea en peso pactado (148.5 libras); Peterson no dio el peso. |
| Victoria  | 10–1–1 | Peter Barrett        | Sumsión (heel hook)         | UFC 256                           | 12 de diciembre de 2020 | 3     | 3:02   | Las Vegas, Nevada           |                                                                |
| Derrota   | 9–1–1  | Alex Caceres         | Decisión (unánime)          | UFC 250                           | 6 de junio de 2020      | 3     | 5:00   | Las Vegas, Nevada           |                                                                |
| Victoria  | 9–0–1  | Daniel Teymur        | TKO (codazos y golpes)      | UFC 245                           | 14 de diciembre de 2019 | 1     | 4:34   | Las Vegas, Nevada           |                                                                |
| Victoria  | 8–0–1  | Luis Gomez           | Sumisión (rear-naked choke) | Titan FC 55                       | 28 de junio de 2019     | 1     | 3:31   | Fort Lauderdale, Florida    | Pelea en peso pactado (147.8 libras); Gomez no dio el peso.    |
| Victoria  | 7–0–1  | Sky Moiseichik       | TKO (golpes)                | Island Fights 54                  | 22 de marzo de 2019     | 2     | 3:47   | Panama City Beach, Florida  |                                                                |
| Empate    | 6–0–1  | Lashawn Alcocks      | Empate (dividido)           | CFFC 71                           | 14 de diciembre de 2018 | 3     | 5:00   | Atlantic City, Nueva Jersey |                                                                |
| Victoria  | 6–0    | Canaan Kawaihae      | Decisión (unánime)          | Dana White's Contender Series 14  | 24 de julio de 2018     | 3     | 5:00   | Las Vegas, Nevada           | Regreso a peso pluma.                                          |
| Victoria  | 5–0    | Brett Malone         | Sumisión (rear-naked choke) | Combat Games 61                   | 21 de abril de 2018     | 2     | 4:08   | Snoqualmie, Washington      | Ganó el Campeonato de Peso Ligero de COGA.                     |
| Victoria  | 4–0    | Drew Brokenshire     | Decisión (unánime)          | Dominate FC                       | 24 de febrero de 2018   | 5     | 5:00   | Olympia, Washington         | Debut en peso pluma. Ganó el Campeonato de Peso Pluma de DFC.  |
| Victoria  | 3–0    | Wyatt Gonzalez       | Sumisión (triangle choke)   | CageSport 49                      | 10 de febrero de 2018   | 1     | 3:57   | Tacoma, Washington          |                                                                |
| Victoria  | 2–0    | Sean Soliz           | TKO (golpes)                | CageSport 48                      | 16 de diciembre de 2017 | 1     | 3:01   | Tacoma, Washington          |                                                                |
| Victoria  | 1–0    | Edson Penado         | Sumisión (rear-naked choke) | Rumble on the Ridge 40            | 7 de octubre de 2017    | 1     | 2:45   | Snoqualmie, Washington      | Debut en peso ligero.                                          |